# معاهده مونته ویدئو
معاهده مونته ویدئو برای حقوق و وظایف دولت ها،معاهده ای است که در ۲۶ دسامبر ۱۹۳۳ در شهر مونته ویدئو در اروگوئه، در هفتمین کنفرانس بین‌المللی دولت های آمریکایی، امضا شده‌است. این معاهده، قوانینی برای حق دولت داشتن کشورها مطابق قوانین بین‌المللی ایجاد می‌کند. در کنفرانس،رییس جمهور آمریکا، فرانکلین روزولت و معاونش، موضوع همسایگی خوب را مطرح کردند، که ایالات متحده را از دخالت در کشورهای دیگر منع میکرد و توسط ۱۹ کشور امضا شد.

## پس زمینه
معاهده مونته ویدئو، تعاریفی را برای حقوق و وظایف دولت‌ها مطرح می‌کند، برای مثال در بند اول، چهار شرط برای به رسمیت شناخته شدن یک دولت مستقل مطرح می‌کند :
دولت ها باید این چهار مورد را داشته باشند : (الف) جمعیت ثابت (ب) مرزهای مشخص (ج) حکومت (د) توانایی برقراری ارتباط با سایر دولت ها

## امضا کنندگان
| ایالت               | تاریخ امضا     | Deposited       | شیوه  |
| ------------------- | -------------- | --------------- | ----- |
| برزیل               | ۲۶ دسامبر ۱۹۳۳ | ۲۳ فوریه ۱۹۳۷   | مصوبه |
| شیلی                | ۲۶ دسامبر ۱۹۳۳ | ۲۸ مارس ۱۹۳۵    | مصوبه |
| کلمبیا              | ۲۶ دسامبر ۱۹۳۳ | ۲۲ ژوئیه ۱۹۳۶   | مصوبه |
| کاستاریکا           |                | ۲۸ سپتامبر ۱۹۳۷ | امضا  |
| کوبا                | ۲۶ دسامبر ۱۹۳۳ | ۲۸ آوریل ۱۹۳۶   | مصوبه |
| جمهوری دومینیکن     | ۲۶ دسامبر ۱۹۳۳ | ۲۶ دسامبر ۱۹۳۴  | مصوبه |
| اکوادور             | ۲۶ دسامبر ۱۹۳۳ | ۳ اکتبر ۱۹۳۶    | مصوبه |
| السالوادور          | ۲۶ دسامبر ۱۹۳۳ | ۹ ژانویه ۱۹۳۷   | مصوبه |
| گواتمالا            | ۲۶ دسامبر ۱۹۳۳ | ۱۲ ژوئن ۱۹۳۵    | مصوبه |
| هائیتی              | ۲۶ دسامبر ۱۹۳۳ | ۱۳ اوت ۱۹۴۱     | مصوبه |
| هندوراس             | ۲۶ دسامبر ۱۹۳۳ | ۱ دسامبر ۱۹۳۷   | مصوبه |
| مکزیک               | ۲۶ دسامبر ۱۹۳۳ | ۲۷ ژانویه ۱۹۳۶  | مصوبه |
| نیکاراگوئه          | ۲۶ دسامبر ۱۹۳۳ | ۸ ژانویه ۱۹۳۷   | مصوبه |
| پاناما              | ۲۶ دسامبر ۱۹۳۳ | ۱۳ نوامبر ۱۹۳۸  | مصوبه |
| ایالات متحده آمریکا | ۲۶ دسامبر ۱۹۳۳ | ۱۳ ژوئیه ۱۹۳۴   | مصوبه |
| ونزوئلا             | ۲۶ دسامبر ۱۹۳۳ | ۱۳ فوریه ۱۹۴۰   | مصوبه |